# 高見澤 (小惑星)
高見澤（たかみざわ、8720 Takamizawa）は小惑星帯の小惑星。愛媛県久万高原町の久万高原天体観測館で中村彰正が発見した。
長野県在住のアマチュア天文家で、彗星、新星、超新星などを多数発見した高見澤今朝雄から命名された。